# Война за лимбургское наследство
Война за лимбургское наследство — серия вооружённых конфликтов в период 1283—1289 годов, вызванная претензиями ряда государств на территорию выморочного герцогства Лимбург.

## Начало конфликта
Непосредственным поводом к началу противостояния явилась смерть в 1279 году Вальрама IV, герцога лимбургского. Ему наследовала единственная дочь Ирменгарда, которая была замужем за Райнальдом I Вассенбергом, графом Гелдерна. С титулом герцога лимбургского Райнальд получал основания претендовать на титул герцога Нижней Лотарингии. В 1282 году германский король Рудольф I подтвердил права Райнальда, официально пожаловав ему Лимбург.
Но уже в 1283 году умерла сама Ирменгарда, не оставив мужу потомков. Сразу же после её смерти свои права на Лимбург предъявил граф Берга Адольф V, племянник Вальрама IV (сын его старшего брата Адольфа VII Бергского). Но понимая, что реальных сил для борьбы за власть над Лимбургом у него нет, 13 сентября 1283 года Адольф продал эти права герцогу Брабанта Жану I, который надеялся с помощью Лимбургского герцогства усилить свои позиции в борьбе за Нижнюю Лотарингию. Но лимбургское рыцарство отказалось приносить присягу новому сюзерену и тогда армия Жана Брабантского начала вторжение в пределы Лимбургского герцогства.

## Формирование коалиций
Основным противником брабантского герцога был Райнальд Гелдернский. Но и он осознавал невозможность бороться с Жаном в одиночку и поэтому поспешно приступил к созданию коалиции. Первый союзник нашёлся быстро: им стал Зигфрид фон Вестербург, архиепископ и сеньор Кёльна, а также Кёльнский курфюрст (князь-выборщик Священной Римской империи), традиционный противник Брабанта. Тот, в свою очередь, привлёк в коалицию Генриха VI Люксембургского и его брата Вальрама I, сеньора де Линьи. Люксембурги сами имели некоторые права на Лимбург через своего деда Вальрама III, однако на начальном этапе конфликта они придерживались нейтралитета.
На стороне Жана Брабантского выступили графства Берг и Марк. Они должны были поставлять войска кёльнскому архиепископу, являвшемуся герцогом Вестфалии. Но Адольф Бергский сам имел права на Лимбург и предпочёл поддержать Брабант, а граф Эбернхард I фон дер Марк решил воспользоваться притязаниями Адольфа и ослабить свою зависимость от сюзерена. Таким образом он выступил против архиепископа на стороне Адольфа фон Берга.

## Военные действия
Период с сентября 1283 и до мая 1288 гг. ознаменовался рядом набегов и стычек, не давших преимущества ни одной из сторон. В мае 1288 года Люксембурги купили за 40 тысяч марок в брабантских динарах у Райнальда Гелдернского права на герцогство Лимбург. После этого решающее столкновение стало неизбежным. Жану Брабантскому и его союзникам удалось привлечь на свою сторону горожан Кёльна, открыто выступивших против своего архиепископа, что явилось следствием усиления борьбы между духовенством и бюргерами города.
5 июня 1288 года состоялась битва при Воррингене, в которой войска Жана Брабанского и его союзников одержали решающую победу. В сражении погибли Генрих Люксембургский и его брат Вальрам, а Райнальд Гелдернский и Зигфрид фон Вестербург оказались в плену.

## Итоги войны
- Жан I Брабантский стал герцогом Лимбургским. 1 сентября 1292 года вновь избранный король Германии Адольф Нассауский официально пожаловал герцогство Жану I. Внешним знаком закрепления власти герцога Брабанта над Лимбургом стало добавление лимбургского льва к гербу Брабанта, но уже во время правления Жана II.
- Кёльнский архиепископ вернул себе свободу, согласившись выплатить победителям 12 тысяч марок серебром (около трёх тонн). Также он должен был уничтожить Ворринген и несколько других замков.
- Кёльн фактически получил статус имперского города, хотя de jure это состоялось спустя 200 лет. Но архиепископ перенес свою резиденцию в Бонн.
- Графства Берг, Марк и Юлих расширили свои территории за счёт земель Вестфальского герцогства.
- Адольф фон Берг вернул вернул себе право чеканить собственную монету, чего с 1279 года был лишён архиепископом.